# William Bligh
William Bligh (ur. 9 września 1754 w Plymouth, zm. 7 grudnia 1817 w Londynie) – oficer marynarki brytyjskiej, dowódca okrętu HMS „Bounty”, gubernator Nowej Południowej Walii. 
Urodził się w Plymouth w południowo-zachodniej Anglii. W 1776 został wybrany przez Jamesa Cooka na członka załogi, która uczestniczyła w jego trzeciej i ostatniej podróży. 
W 1781 w Onchan na wyspie Man poślubił Elizabeth Betham, której ojciec stacjonował w Douglas.

## Bunt na Bounty
W 1787 objął dowództwo nad statkiem HMS „Bounty”, którym udał się najpierw na Tahiti, aby zdobyć sadzonki drzewa chlebowego, mającego służyć jako pokarm dla niewolników w koloniach brytyjskich na Karaibach. Krótko po wypłynięciu z Tahiti na okręcie wybuchł bunt, któremu przewodził Fletcher Christian. Buntownicy zaopatrzyli Bligha i 18 wiernych mu członków załogi tylko w szalupę, małe zapasy żywności, sekstant, zegarek kieszonkowy, natomiast mapy i kompas zatrzymali dla siebie. Najbliższym punktem, do którego mogli dotrzeć wierni Koronie Brytyjskiej marynarze był Timor należący wtedy do Holendrów. 
Wcześniej jednak załoga szalupy przeżyła ciężkie chwile. Najpierw dopłynęła do Tofoa (archipelag Tonga), aby zdobyć niezbędne zapasy. Została tam zaatakowana przez tubylców (w czasie walk zginął jeden z członków załogi). Po ucieczce z Tofoa Bligh nie zatrzymywał się na kolejnych mijanych wyspach (Fidżi), gdyż wiadomo było, że ich mieszkańcy są kanibalami, a marynarze nie mieli żadnej broni.
Bligh posiadał jednak znakomite umiejętności nawigacyjne. Dzięki nim dokonał rzeczy prawie niemożliwej pokonując 6701 km i docierając do Timoru po 48 dniach podróży, bez dalszych ofiar śmiertelnych.

## Dalsza służba
Później Bligh służył pod komendą Nelsona w czasie bitwy kopenhaskiej. W 1805 został czwartym gubernatorem Nowej Południowej Walii. W 1808 roku przyszło mu ponownie walczyć z buntem, znanym jako rebelia rumowa. Został nawet uwięziony przez rebeliantów i w styczniu następnego roku uciekł na pokładzie okrętu HMS „Porpoise” do Hobart na Tasmanii.
Bligh został pochowany w rodzinnym grobowcu w Lambeth.

## Upamiętnienie
Od nazwiska Bligha pochodzi łacińska nazwa rośliny Blighia sapida  uprawianej na Jamajce.